# Hora morții (nuvelă)
Hora morții este o nuvelă scrisă de Liviu Rebreanu.
Nuvela face parte alături de „Catastrofa” și „Ițic Ștrul, dezertor”, dintr-o serie axată pe tema războiului și dintre cele mai bune scrieri ale autorului. Toate trei textele aparțin aceleiași perioade de creație (1915-1920, perioadă în care Rebreanu a finalizat ultima versiune a romanului Ion) și au apărut în același volum din 1921.
Această „Horă” ține de imaginarul macabru medieval. Protagoniștii nuvelei sunt 2 țărani (Haramu și Boroiu), unul sărac dar hotărât și celălalt bogat dar fricos, care se urăsc iubind aceeași femeie. Războiul îi solidarizează în infernul morții, pentru a-i omorî la final. Nuvela exploatează realitatea dublă a războiului – uniformizator de destine și amenințare permanentă a morții și, a încăpăținării cu care reacționeză în mod individual, jucându-și propriul joc unic și irepetabil (prins în horă, Boroiu îl cară pe rănitul Haramu în spinare deoarece i-a promis Ilenei să aibă grijă de tatăl copiilor ei). Înaintarea spre moartea inexorabilă a celor 2 protagoniști, este descrisă de autor în tonuri de pânză medievală.